# Catherine Lloyd Burns
Catherine Lloyd Burns é uma atriz e autora americana. Ela é mais conhecida por seu papel como Caroline Miller, a professora do personagem-título na série de televisão Malcolm in the Middle.

## Atuando
Ela já apareceu em vários programas de televisão e era regular em Partners e LateLine. Ela interpretou Caroline Miller, a professora "excessivamente séria" de Malcolm, em Malcolm in the Middle. Burns apareceu em vários longas-metragens e no filme independente Everything Put Together . Junto com seu papel, ela foi co-roteirista do filme independente Everything Put Together. Ela também trabalhou no teatro com Naked Angels de Nova York.

## Literatura
O filme Everything Put Together foi escrito por vários autores, incluindo Catherine e seu marido. Foi indicado ao Grande Prêmio do Júri nos Festivais de Cinema de Sundance em 2000. Em 2001, foi indicado ao Independent Spirit Award como o melhor longa feito por menos de $ 500.000. O diretor Marc Forster ganhou o prêmio Someone to Watch do Independent Spirit.
Seu primeiro livro é It Hit Me Like a Ton of Bricks, que foi publicado pela Farrar, Straus and Giroux em 2007. O livro é uma biografia, do ponto de vista do autor. Centra-se em memórias pessoais e relações familiares.